# 乔纳森·哈斯
乔纳森·哈斯（英語：Jonathan Haas）是美国丹佛大学的人类学副教授，他的博士论文曾被授予哥伦比亚大学的班克劳夫（1800-1891，美国历史学家）学位论文奖，主要作品有著作《史前国家的演进》（The Evolution of the Prehistoric State，1982年），参编《新世界的国家转型》（The Transition to Statehood in the New World，1981年）等。